# Дересса Чимса
Дересса Чимса Едае — эфиопский легкоатлет, бегун на длинные дистанции, который специализируется в марафоне.
Выступления на международной арене начал в 2008 году, когда на занял 7-е место на Дубайском марафоне. В этом же году занял 12-е место на Эйндховенском марафоне, показав время 2:13.04. На следующий год стал серебряным призёром Дубайского марафона, уступив своему соотечественнику Хайле Гебреселассие. В этом марафоне он установил личный рекорд 2:07.54 и получил денежное вознаграждение в размере 100 000 долларов США. На чемпионате мира в Берлине не смог закончить дистанцию.
Победитель марафона в Тэгу 2010 года с результатом 2:08.45. В 2011 году принимает в третий раз участие в Дубайском марафоне, на котором занимает 4-е место с результатом 02:09.08. Победитель Пражского марафона 2011 года — 2:06.25. В 2012 году финишировал 8-м на Дубайском марафоне, установив личный рекорд 02:05.42. На чемпионате мира по полумарафону 2012 года стал серебряным призёром в личном первенстве и бронзовым призёром в командном зачёте.
28 октября 2012 года занял 2-е место на Франкфуртском марафоне с результатом 2:06.52.

## Достижения
- 2013:  Марафон Торонто Waterfront — 2:07.05[2]
- 2014: 7-е место на Токийском марафоне — 2:07.40